# HD 221835
HD 221835，又名BD-08 6142，SAO 146795、HR 8951，是一颗恒星，视星等为6.39，位于銀經76.98，銀緯-63.35，其B1900.0坐标为赤經23h 30m 22.5s，赤緯-8° -63.35′ 4″。